# Sony α450

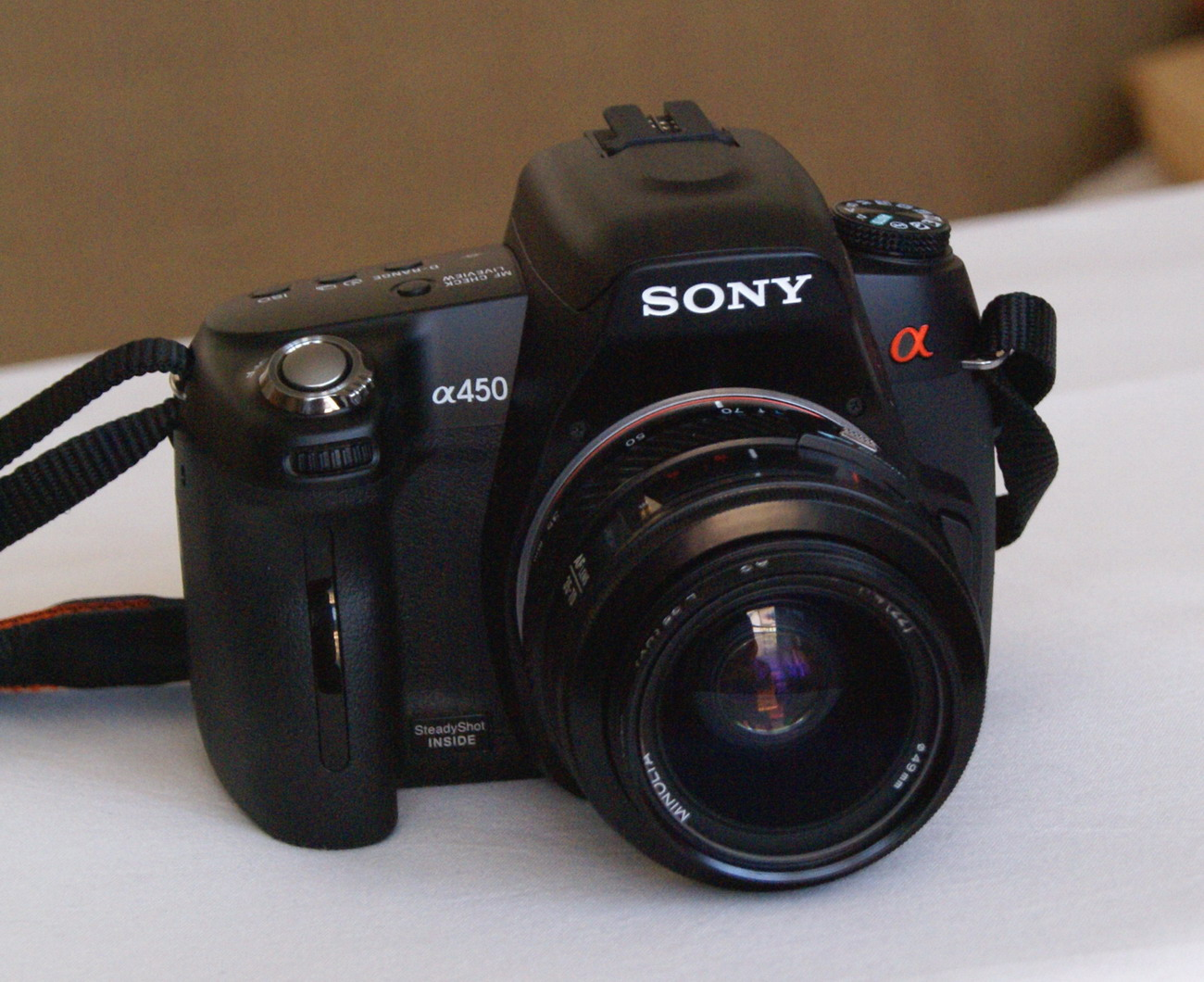
Sony α450

Sony α450 (oznaczenie fabryczne DSLR-A450) – lustrzanka cyfrowa (ang. DSLR, Digital Single Lens Reflex Camera) przeznaczona dla średnio zaawansowanych użytkowników, produkowana przez japońską firmę Sony. Jej premiera miała miejsce w styczniu 2010 roku. Posiada matrycę o rozdzielczości 14,2 megapikseli.
Aparat jest tańszą wersją modelu Sony α550, od którego różni go mniejszy ekran LCD (2,7 cala vs 3 cale), w α450 jest on również stały (w α550 – odchylany) oraz posiada mniejszą rozdzielczość (230 tys. vs 920 tys. punktów). Dodatkowo w α450 brakuje funkcji Quick AF Live View System, która znaczący sposób ogranicza możliwości wyświetlacza w trybie podglądu (m.in. na ekranie nie widać działa układu AF). 
Zarówno matryca, jak i procesor obrazu są w obu aparatach identyczne. Oba aparaty posiadają również tryb automatycznego wykonywania zdjęć w HDR (ang. High Dynamic Range). Zastosowane w α450 różnice mają, według zapewnień producenta, spowodować dłuższy czas pracy na akumulatorze – aparat może zrobić ponad 1000 zdjęć na jednym ładowaniu baterii.

## Podstawowe dane techniczne
- typ: lustrzanka cyfrowa z wbudowaną lampą błyskową i wymiennymi obiektywami (bagnet A)
- matryca: rozdzielczość efektywna ok. 14,2 megapikseli
- maksymalna rozdzielczość: 4592 x 3056 pikseli
- typ przetwornika obrazu: przetwornik CMOS
- czułość ISO: odpowiednik ISO 200 – 12800
- zakres czasów otwarcia migawki (s): 1/4000 – 30 i B
- nośniki: Memory Stick PRO Duo/Memory Stick PRO-HG Duo/Memory Stick PRO-HG Duo HX, SD / SDHC
- monitor: LCD ekran o przekątnej 2,7 cala (6,7 cm)
- podgląd na żywo: tak  (ręczne nastawianie ostrości w trybie podglądu na żywo)
- stabilizacja obrazu: SteadyShot INSIDE
- waga: ok. 520 g
- wymiary (szerokość x wysokość x głębokość): 137 x 104 x 81 (mm)